# Compañía Española de Sistemas Aeronáuticos (CESA)
La Compañía Española de Sistemas Aeronáuticos, CESA, fue creada en 1989 para mejorar la posición internacional de la industria española de accesorios aeronáuticos, como consecuencia del compromiso adquirido con el Programa Eurofighter en 1986, por no existir una empresa aeronáutica española dedicada al desarrollo, producción y soporte en servicio de productos y sistemas del avión.
En este año CASA decide crear una nueva empresa aeronáutica, la División de Accesorios de CASA, que se convertiría en julio de 1989 en CESA tras un acuerdo de participación entre CASA y LUCAS AEROSPACE, ambas compañías pertenecientes al ámbito aeronáutico civil y militar. CESA inició sus trabajos en la sede oficial de la compañía implantada en Getafe (Madrid).
Posteriormente, en el año 2007 inaugura una sede operativa en el Aeropuerto de San Pablo (Sevilla), en la propia Línea de Montaje Final (FAL) del A400M para realizar los trabajos del Equipado de Motor para EADS-CASA y para la realización de Servicios a las Líneas de Montaje de Airbus Defence and Space.
En 2017, la empresa fue vendida a un grupo canadiense (Héroux-Devtek) por 170 millones de euros 
En 2018, la plantilla la forman más de 300 trabajadores, en su mayoría de alta cualificación. Su facturación se divide en tres áreas, Defensa, Civil y Helicópteros.
El 15% de su facturación es reinvertida en I+D+i, para el desarrollo de programas cuyo objetivo es la consecución de un avión más Ecoeficiente, respetuoso con el Medio Ambiente.

## Accionistas
CESA ha estado vinculado a CASA desde su creación. Hasta 2018, sus accionistas fueron Airbus Defence and Space con un 60% del capital de CESA y UTAS, del grupo United Technologies (UTC). A partir del 1 de octubre de 2018 CESA entra a formar parte del grupo canandiense Héroux-Devtek Inc, al completarse la adquisición del 100% de sus acciones.